# Hederorkis seychellensis
Hederorkis seychellensis là một loài thực vật có hoa trong họ Lan. Loài này được Bosser mô tả khoa học đầu tiên năm 1976.